# Shawn Crahan
Shawn Crahan (født 24. september 1969) er medlem af metalbandet Slipknot.
Han er bandets percussionist, og er særligt kendt for at slå på et ølanlæg med et baseballbat af metal, som et led i hans musik.
Sammen med bassisten Paul Gray og vokalisten Anders Colsefni stiftede han Slipknot.

## Masken
Shawns maske er en sammenblanding af mumie-klovn med blod.
nogle af hans masker er lavet af bandager der er dyppet til i falsk blod, og med en rød klovnenæse.
Andre af hans masker er som et helt klovneansigt som starter med at være en glad klovn som så bliver mere og mere blodig og ser mere og mere morderisk ud. Der er store rifter i hans maske samt man kan se hans 'hjernemasse'.

## Diskografi

### Slipknot
- Mate.Feed.Kill.Repeat (1996)
- Slipknot (1998)
- Iowa (2001)
- Vol. 3: (The Subliminal Verses) (2004)
- All Hope Is Gone (2008)

### To My Surprise
- To My Surprise – (2003)